# Välkommen hit (Jumper)
Välkommen hit utkom 1998 är popgruppen Jumpers andra studioalbum. 

## Låtförteckning
1. "Intro" (0:44)
2. "Välkommen hit" (3:19)
3. "Våran hemlighet" (4:03)
4. "Solen stiger upp även i dag" (3:43)
5. "Hej hej du" (3:46)
6. "Om vi håller om varandra" (4:31)
7. "En vacker dag" (3:40)
8. "Vidderna norrut" (4:46)
9. "Som bara du gör" (4:28)
10. "Sommar, vinter, vår" (3:52)
11. "Clownen Claude" (4:31)

## Listplaceringar
| Lista (1998) | Topplacering |
| ------------ | ------------ |
| Sverige      | 8            |